# 結城哀草果

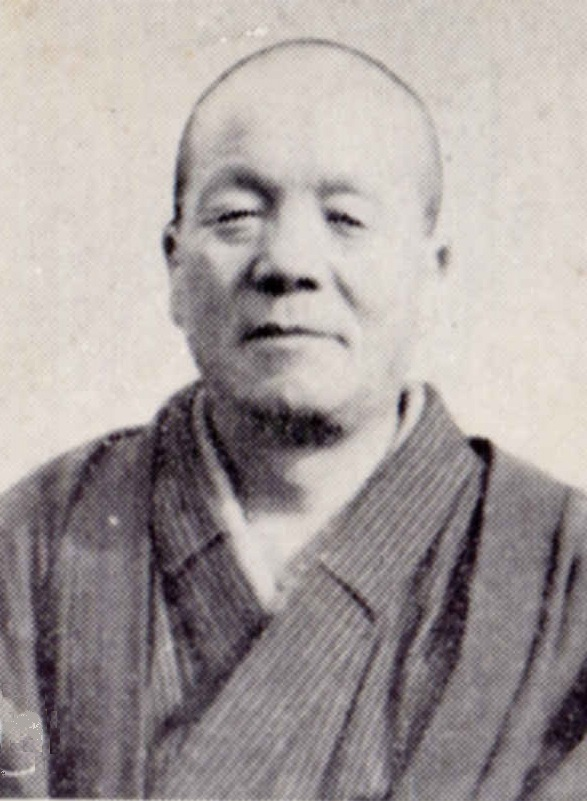
結城哀草果

結城 哀草果（ゆうき あいそうか、1893年10月13日 - 1974年6月29日）は、歌人、随筆家。

## 概要
山形県山形市菅沢出身。旧姓は黒沼。本名は光三郎（みつさぶろう）。結城家の養子となる。農業に従事。1914年（大正3年）、歌誌『アララギ』に入会し、斎藤茂吉に師事。1926年、選者となる。1955年歌誌『赤光』を創刊。東北の農村生活を歌い、また随筆にしたためた。生涯を山形市菅沢にて暮らし、山形を代表する文化人として地元メディアへの登場も多かった。山形市出身の文芸評論家・池上冬樹は、『文學界』の特集「随筆を読む」にて、優れた随筆として哀草果の小篇を紹介している。
1960年、河北文化賞受賞。1966年、紫綬褒章受章。1969年、勲四等旭日小綬章受章。1971年、山形市名誉市民。1972年、『金日成首相の誕生六十周年を祝う――万寿無疆』（朝鮮画報社）を編集。1974年、勲三等瑞宝章受章。同年6月29日、老衰のため山形市の自宅「樹蔭山房」で死去。戒名は峭峻院達翁道淳居士。
息子の結城晋作（1926年 - 2013年）も山形県歌人クラブ名誉会長などを務めた歌人。歌誌『赤光』を継承し、『山麓』と改称した。

## 著書
- 『山麓』  歌集 岩波書店 1929年 (アララギ叢書)

文庫版　短歌新聞社〈短歌新聞社文庫〉 1996年11月
- 『村里生活記』  岩波書店 1935年
- 『山麓以外』  歌集 市村利兵衛 1935年
- 『小風土記』  岩波書店 1940年
- 『農民道場』  中央公論社 1943年
- 『農村歳時記』  岩波書店 1944年
- 『田園四季』  随筆 八雲書店 1946年
- 『群峰』  歌集 札幌青磁社 1946年 (アララギ叢書)
- 『農村風土記』  歌集 養徳社 1947年 (養徳叢書21)
- 『まほら』  歌集 養徳社 1948年 (アララギ叢書)
- 『おきなぐさ』  歌集 豊文社 1960年 (赤光叢書)
- 『哀草果 つきぬ噺』  やまがた豆本会 1969年 (やまがた豆本)
- 『樹蔭山房』  歌集 赤光発行所 1971年 (赤光叢書)
- 『茂吉とその秀歌』  中央企画社 1972年
- 『結城哀草果全歌集』  中央企画社 1972年
- 『哀草果村里随筆』  全3巻 中央書院 1973年
- 『樹蔭山房以後』 歌集 中央書院 1977年1月 (山麓叢書)